# 34919 Imelda
34919 Imelda è un asteroide della fascia principale. Scoperto nel 1960, presenta un'orbita caratterizzata da un semiasse maggiore pari a 3,9629160 UA e da un'eccentricità di 0,2269980, inclinata di 6,61540° rispetto all'eclittica.